# Siergiej Djaczkow
Siergiej Władimirowicz Djaczkow, ros. Сергей Владимирович Дьячков (ur. 6 listopada 1976 w Saratowie) – rosyjski szachista, arcymistrz od 2004 roku.

## Kariera szachowa
W 1995 r. zdobył w Moskwie tytuł mistrza Rosji juniorów w kategorii do 20 lat, a w Halle reprezentował narodowe barwy na mistrzostwach świata juniorów w tej samej kategorii wiekowej. W 1996 r. odniósł kolejne sukcesy: w mistrzostwach kraju do 20 lat zajął II m. (za Andriejem Szarijazdanowem), a na mistrzostwach Europy juniorów do 20 lat w Siófoku zdobył brązowy medal (zajmując III m. za Andriejem Szarijazdanowem i Liviu-Dieterem Nisipeanu). W tym samym roku wypełnił w Pawłohradzie pierwszą normę arcymistrzowską. W 1999 r. zwyciężył w Saratowie, a w latach 2002 (podczas drużynowych mistrzostw Rosji) i 2003 (w Ałuszcie, gdzie zajął III m. za Igorem Švõrjovem i Aleksandrem Jewdokimowem) wypełnił dwie kolejne normy na tytuł arcymistrza. Również w 2003 r. podzielił I m. (wspólnie z Dmitrijem Boczarowem) w mistrzostwach Rosji studentów, rozegranych w Permie. W 2005 r. zwyciężył w kołowym turnieju w Saratowie.
Najwyższy ranking w dotychczasowej karierze osiągnął 1 lipca 2005 r., z wynikiem 2585 punktów zajmował wówczas 36. miejsce wśród rosyjskich szachistów.